# Parafia Przemienienia Pańskiego w Aleksandrowie Kujawskim
Parafia Przemienienia Pańskiego w Aleksandrowie Kujawskim – rzymskokatolicka parafia w Aleksandrowie Kujawskim, należąca do diecezji włocławskiej i dekanatu aleksandrowskiego. Powołana w 1918 roku. Obsługiwana przez księży diecezjalnych. Kościół parafialny został zbudowany w roku 1886, a następnie rozbudowany poprzez dobudowanie transeptu w 1899 r. Budowla reprezentuje styl neogotycki.

## Proboszczowie
- ks. prał. Leszek Malinowski (2004-2024) – dziekan dekanatu aleksandrowskiego[2]
- ks. Andrzej Zdzienicki (2024-) – dziekan dekanatu aleksandrowskiego[3]

## Kościoły
- kościół parafialny: Kościół Przemienienia Pańskiego w Aleksandrowie Kujawskim